# تجريد خلوي

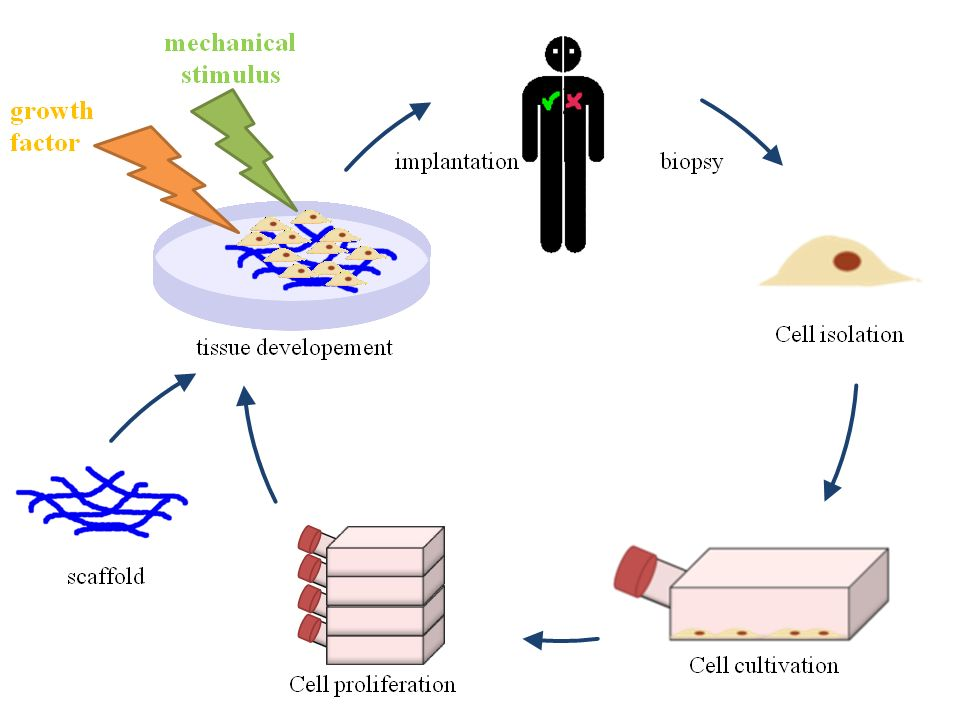
رسم يوضح عملية التجريد الخلوي

التجريد الخلوي (بالإنجليزية: Decellularization)‏ هي مجموعة من العمليات والتقنيات المستخدمة في هندسة الأعضاء والتي تهدف إلى عزل الخلايا وإخراج المطرق خارج الخلوي (Extra cellular matrix) أو (ECM) القابعة فيها، لإنتاج سقالة أو قالب (Scaffold) من النسيج الأصلي، واستخدامها في توليد النسج والأعضاء الاصطناعية أو كمواد ذات تطبيقات متعددة. تواجه زراعة الأعضاء والنسج مجموعة متنوعة من المشاكل الطبية. تعود إحدى أكبر قيود زراعة الأعضاء إلى رفض العضو الناجم عن الأجسام المضادة لمتلقي الزرع التي تتفاعل مع مولدات ضد المتبرع على سطح الخلايا داخل العضو المتبرع. نظرًا إلى حدوث استجابات مناعية غير مرغوبة، يعاني مرضى الزرع من ضرورة تناول الأدوية المثبطة للمناعة مدى الحياة. برز ستيفن ف. باديلاك أبرز كرائد في عملية الإزالة الخلوية في معهد ماكغوان للطب التجديدي في جامعة بيتسبرغ. تخلق هذه العملية مادة حيوية طبيعية ممكنة الاستخدام كسقالة لنمو الخلايا وتمايزها وتطور النسيج. يمكن الحد من الاستجابة المناعية من خلال إعادة التكوين الخلوي أو إعادة خلونة لسقالة «ECM» باستخدام خلايا المريض نفسه. في أيامنا هذه، تتوفر سقالات «ECM» متاحة تجاريا لمجموعة واسعة من تطبيقات هندسة الأنسجة. حيث وُجد أنه من الخاطئ استخدام حمض البيروكسيتيك في الإزالة الخلوية لسقالات «ECM» إذ يعمل على تطهير النسيج فقط.
مع توفر مجموعة متنوعة من المعاملات التي تساعد في إتمام عملية التجريد الخلوية، يجري العمل على مجموعات من المعاملات الفيزيائية والكيميائية والإنزيمية، بهدف ضمان محافظة سقالة «ECM» على السلامة البنيوية والكيميائية كما في الأنسجة الأصلية. يستطيع العلماء استخدام سقالة «ECM» من أجل إعادة إنتاج عضو وظيفي من خلال إدخال الخلايا السلفية والخلايا الجذعية البالغة (إيه إس سي إس)، والسماح لها بالتمايز داخل السقالة والتطور إلى النسيج المرغوب. يكمن زرع العضو أو النسيج الناتج داخل المريض. على عكس عملية نقل الأعضاء فان الأجسام المضادة لا ترتبط على سطح الخلايا، كما وتُحفظ مكونات «ECM» الكيميائية الحيوية بين العوائل، ما يقلل خطر حدوث استجاب مناعية ضارة. يُعد الحفظ المناسب لألياف «ECM»، وعوامل النمو وغيرها من البروتينات، من الأمور الضرورية لتمايز الخلايا السلفية إلى خلايا بالغة سليمة. يختلف نجاح الإزالة الخلوية اعتمادًا على مكونات النسيج المطبق وكثافته وأصله. تشمل تطبيقات وسيلة الإزالة الخلوية لإنتاج سقالة المواد الحيوية من أجل تجديد الأنسجة كلًا من الأنسجة القلبية، والجلدية، والرئوية، والكلوية وغيرها من أنواع الأنسجة المختلفة. ما تزال إعادة بناء العضو الكامل في مراحل التطوير الأولى.